# Giacomo del Balzo
Giacomo del Balzo, o Jacopo de Baux (1354 circa – Taranto, 17 luglio 1383), fu l'ultimo dei sovrani titolari dell'Impero latino di Costantinopoli, oltre ad essere Principe di Acaia, Principe di Taranto, Despota di Serbia e Romania, e Signore di Corfù per successione ai cugini Angiò-Taranto dal 25 novembre 1374 fino alla sua morte.

## Biografia
Giacomo era figlio secondogenito di Francesco I del Balzo, duca di Andria, e di Margherita d'Angiò-Taranto (circa 1325 – 1378), figlia di Filippo I di Taranto e della sua seconda moglie Caterina di Valois-Courtenay.
Nel 1360 divenne conte di Bisceglie.
Nel novembre 1374, alla morte dello zio Filippo II di Taranto, fratello della madre Margherita, Giacomo gli successe come Principe di Taranto e imperatore titolare di Costantinopoli. Del Principato di Acaia si era invece impossessata Giovanna I di Napoli e Giacomo, con l'aiuto della moglie, cercò di recuperare i propri diritti su questo feudo avvalendosi dell'opera della Compagnia Navarrese, che dominerà l'Acaia per un certo periodo anche dopo la morte di Giacomo. Malgrado diversi successi nell'anno 1380, la piena titolarità l'avrà solo alla morte di Giovanna I, nel 1382.
Morì il 17 luglio 1383, dopo aver fatto testamento in favore di Luigi I, duca d'Angiò e figlio adottivo della regina Giovanna I avendo difeso Taranto dagli attacchi delle truppe del re Carlo III.

## Discendenza
Nel 1382 aveva sposato Agnese d'Angiò-Durazzo, vedova di Cansignorio della Scala († 1375), signore di Verona, e figlia di Carlo, Duca di Durazzo (1323–1348) e di Maria di Calabria (1329–1366), sorella quindi della regina di Napoli Giovanna I, che morì a Napoli il 17 luglio 1393 prigioniera nel castello dell'Ovo. Dal loro matrimonio non nacquero figli.